# Rugby Mogliano 2010-2011

## Rosa
Fonte rosa e statistiche giocatori: It's Rugby

## Eccellenza 2010-11

### Stagione regolare
| Incontro                 | Andata | Ritorno |
| ------------------------ | ------ | ------- |
| Rovigo — Mogliano        | 27-6   | 16-10   |
| Mogliano — Crociati      | 6-10   | 13-16   |
| Mogliano — GranDucato    | 13-13  | 9-21    |
| I Cavalieri — Mogliano   | 47-10  | 42-24   |
| Rugby Roma — Mogliano    | 6-10   | 3-16    |
| Veneziamestre — Mogliano | 8-13   | 8-39    |
| Mogliano — Petrarca      | 6-11   | 13-14   |
| L’Aquila — Mogliano      | 21-26  | 16-30   |
| Mogliano — S.S. Lazio    | 11-12  | 12-12   |

#### Risultati della stagione regolare
| Posizione | G  | V | N | P  | PF  | PS  | DP  | B | Pt |
| --------- | -- | - | - | -- | --- | --- | --- | - | -- |
| 7ª        | 18 | 6 | 2 | 10 | 267 | 303 | -36 | 9 | 37 |

## Trofeo Eccellenza 2010-11

### Prima fase

#### Girone A
| Incontro                 | Andata | Ritorno |
| ------------------------ | ------ | ------- |
| Mogliano — Veneziamestre | 19-7   | 17-3    |
| GranDucato — Mogliano    | 13-32  | 7-43    |

#### Risultati del girone A
| Posizione | G | V | N | P | PF  | PS | DP  | B | Pt |
| --------- | - | - | - | - | --- | -- | --- | - | -- |
| 1ª        | 4 | 4 | 0 | 0 | 111 | 30 | +81 | 2 | 18 |

### Finale
| Incontro              | Risultato |
| --------------------- | --------- |
| Mogliano — Rugby Roma | 12-33     |